# Вижньоберезівська сільська рада
| Вижньоберезівська сільська рада — колишній орган місцевого самоврядування у Косівському районі Івано-Франківської області з адміністративним центром у с. Вижній Березів. Івано-Франківська обласна Рада народних депутатів рішенням від 2 грудня 1993 року перейменувала Верхньоберезівську сільраду на Вижньоберезівську Водоймища на території, підпорядкованій даній раді: р. Лунга. Сільській раді були підпорядковані населені пункти: - с. Вижній Березів |

## Склад ради
Рада складалася з 16 депутатів та голови.

### Керівний склад ради
| ПІБ                     | Основні відомості                                            | Дата обрання | Дата звільнення |
| ----------------------- | ------------------------------------------------------------ | ------------ | --------------- |
| Лаврій Оксана Василівна | Сільський голова, 2045 року народження, освіта, позапартійна | 26.03.2006   | 24.01.2008      |
| Лаврій Оксана Василівна | Сільський голова, 1945 року народження, освіта, позапартійна | 31.10.2010   |                 |

Примітка: таблиця складена за даними джерела